# Gruta de Fingal
La gruta de Fingal (del gaélico escocés: Uaimh-Binn), cuyo significado es la gruta de la melodía, es una cueva marina de Escocia situada en la isla de Staffa, en el archipiélago de las Hébridas interiores y a unas cincuenta millas de la costa escocesa, que forma parte de una reserva natural. Está formada por columnas de basalto hexagonales, similar en estructura a la Calzada del Gigante en Irlanda del Norte, con quien comparte el mismo origen de flujo de lava. Su tamaño, su techo de arcos naturales y los escalofriantes sonidos producidos por los ecos de las olas le dan el ambiente de una catedral natural.
Según la leyenda, la gruta es el sitio de lo que una vez fue el castillo real de Fion na Gael (en inglés "Fingal"), gobernante del reino de Morven y padre del célebre guerrero y bardo del siglo III conocido como Ossian. Todo rastro de la estructura del supuesto castillo ha desaparecido y su piso ha sido cubierto por el mar.
La cueva fue descubierta en el siglo XVIII por el naturalista Sir Joseph Banks en 1772. Se la conoció como Gruta de Fingal, pues Fingal (Fionn mac Cumhaill) fue el héroe epónimo de un poema escrito por el poeta e historiador escocés James Macpherson). La composición de Mendelssohn, la obertura Die Hebriden ("Las Hébridas" op.26), inspirada en los ecos de la gruta, recibe popularmente aquel nombre.

## Galería

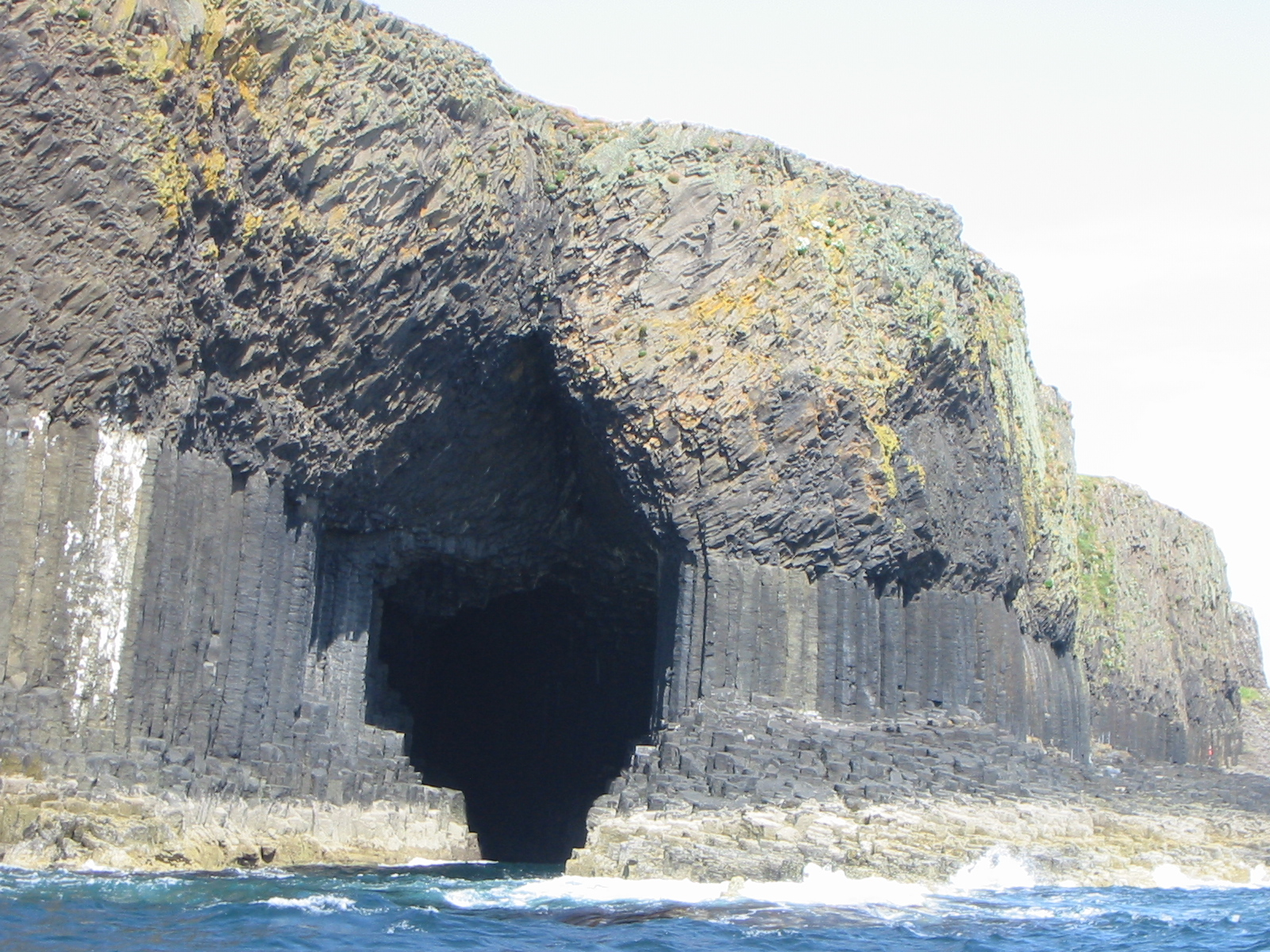
Entrada de la cueva
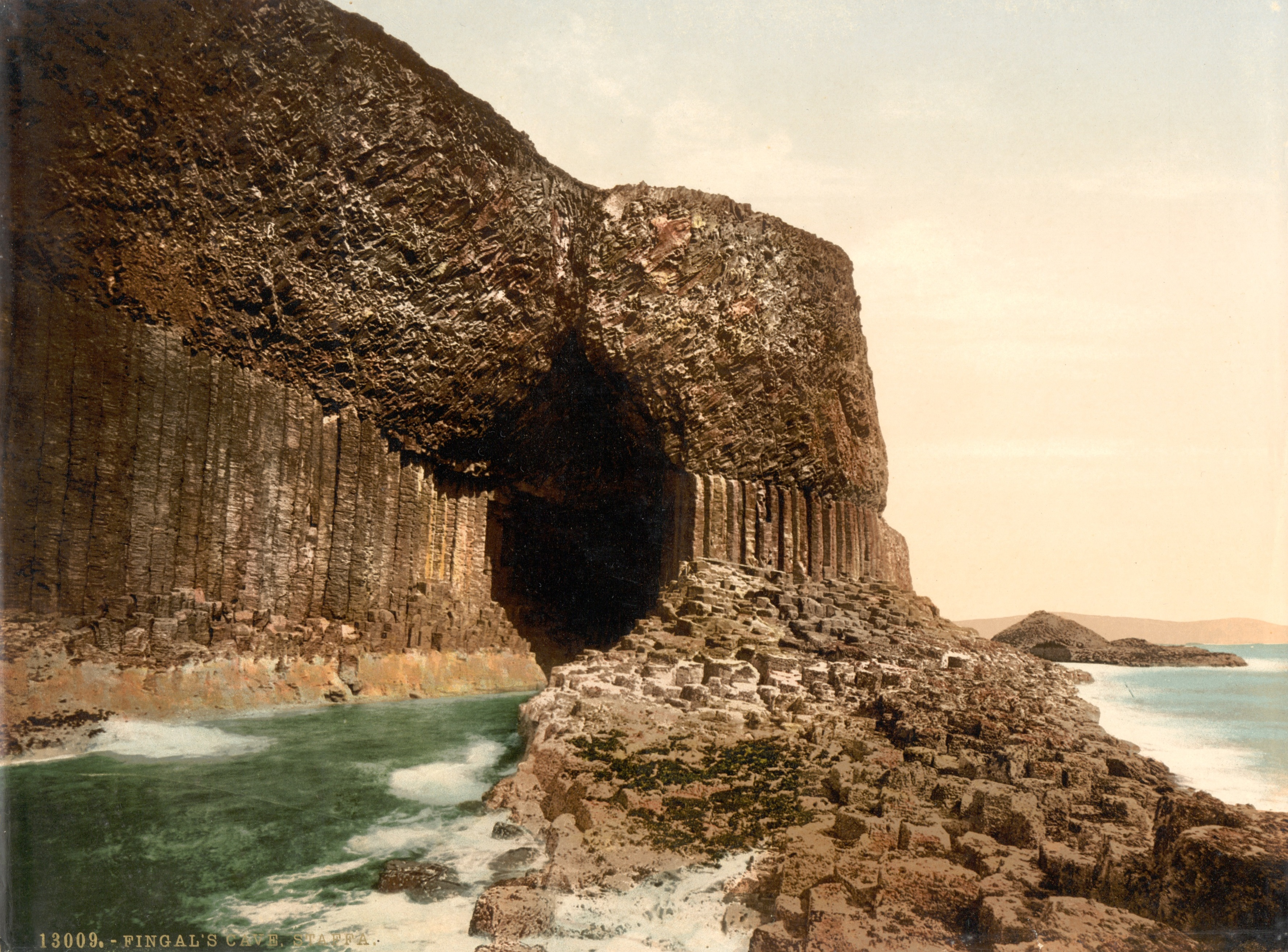
Entrada de la cueva
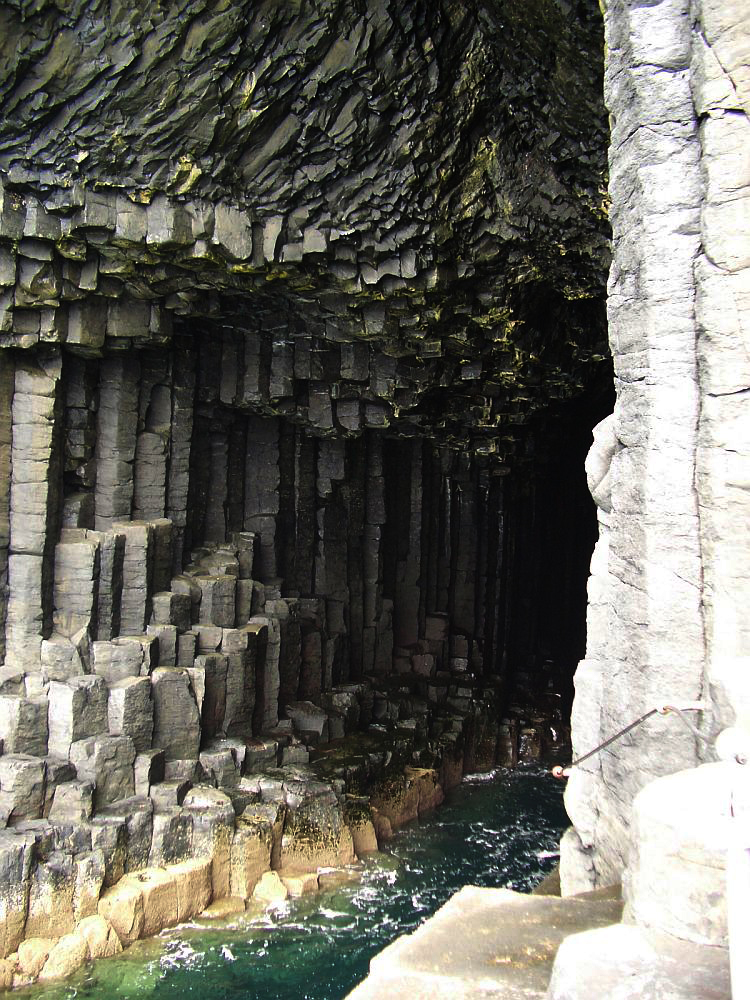
Uaimh-Binn
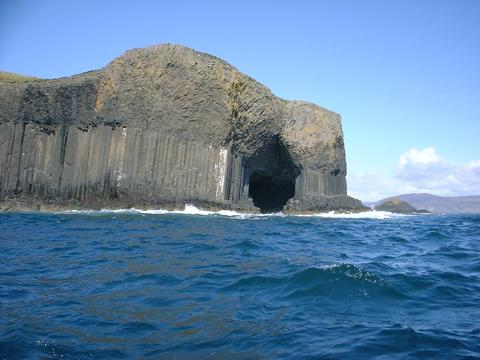
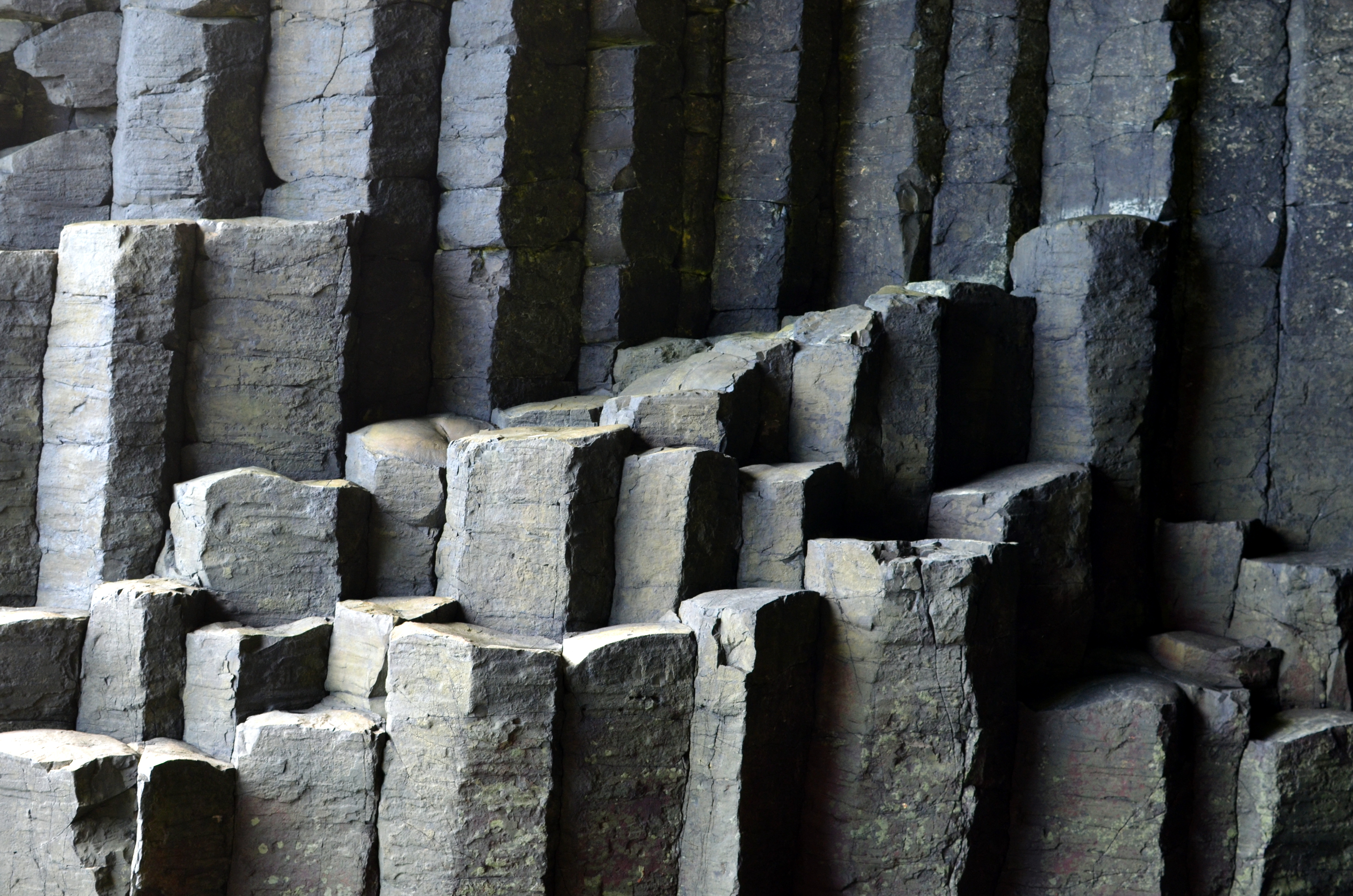
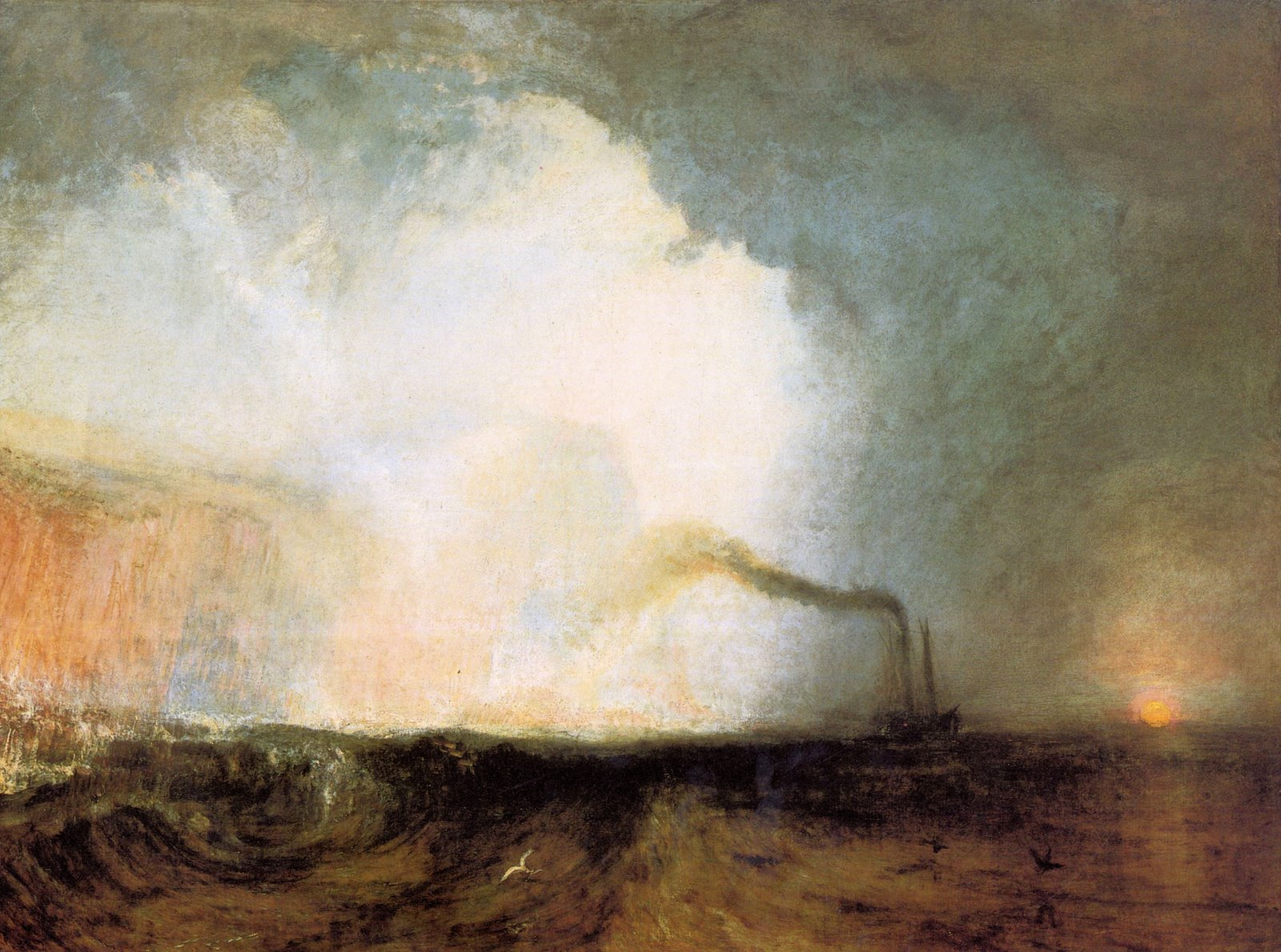